# Kelvin Etuhu
 (13 décembre 2022).
Le contenu est difficilement compréhensible vu les erreurs de traduction, qui sont peut-être dues à l'utilisation d'un logiciel de traduction automatique.
Kelvin Etuhu, né le 30 mai 1988 à Kano au Nigeria, est un footballeur nigérian. Il évoluait au poste de milieu de terrain.

## Biographie

### Manchester City
Etuhu rejoint l'académie de Manchester City à l'âge de quatorze ans, la même année où son frère aîné, Dickson Etuhu part pour Preston North End en 2002,,. Kelvin était auparavant à l'AFC Lewisham et au Millwall avant de rejoindre l'académie de Manchester City. Bien que Dickson ait quitté Manchester City, Kelvin a déclaré que Dickson lui avait donné des conseils tout en progressant à l'académie de Manchester City. Il a ensuite progressé dans le système des jeunes du club et dans les réserves pendant deux ans,. Etuhu a eu un impact dans la FA Youth Cup en marquant des buts contre West Ham United, Nottingham Forest,  Manchester United et Newcastle United, pour atteindre la finale de la FA Youth Cup lors de la saison 2005-06. Il a joué dans les deux étapes de la finale de la FA Youth Cup, où le club a perdu contre Liverpool sur un total de 3-2. À la suite de cela, Etuhu a signé son premier contrat professionnel avec Manchester City,. Il a également été nommé joueur le plus prometteur lors de la cérémonie de remise des prix du club.
Après six mois d'absence en raison d'une blessure au genou subie par Etuhu alors qu'il jouait pour Rochdale, il a été appelé en équipe première par le manager Sven-Göran Eriksson. Etuhu a fait sa première apparition dans l'équipe première de Manchester City le 25 septembre 2007 contre Norwich City en Football League Cup, en tant que remplaçant et établissez le but gagnant pour Georgios Samaras. Le 1er décembre 2007, il a fait ses débuts en Premier League contre le Wigan Athletic et est entré en jeu à la 69e minute, lors d'un match nul 1-1. Dans un match de suivi contre Tottenham Hotspur, Etuhu a fait son premier départ pour le club, où il a joué 58 minutes avant d'être remplacé, dans une défaite 2-1. Le 15 décembre 2007, Etuhu a ensuite marqué son premier but en Premier League contre le Bolton Wanderers lors de la victoire de Manchester City 4-2. Sa poignée de footballeurs en première équipe a conduit Etuhu à signer un contrat avec le club, le gardant jusqu'à la fin de la saison 2009-10,. Il a fait quatre autres apparitions pour Manchester City avant d'être prêté à Leicester City.
Au cours de la saison 2008-09, Etuhu a fait ses débuts européens lors du match retour du premier tour de la Coupe UEFA contre EB/Streymur et a joué 21 minutes après être entré en jeu, dans une victoire 2-0 pour envoyer Manchester City jusqu'au prochain tour. Lors du match d'ouverture de la saison 2008-09, il a joué tout le match, dans une défaite 4-2 contre Aston Villa. Dans un match contre West Ham United, que le club a remporté 3-0, Etuhu a subi une blessure aux ischio-jambiers malgré avoir joué 13 minutes après être entré en jeu en tant que remplaçant. Après n'avoir pas joué dans l'équipe première pendant les sept mois suivants, il a fait son retour en équipe première contre Aalborg BK lors du match aller de la Coupe UEFA, en tant que remplaçant à la 87e minute, dans une victoire 2-0 . Dans un match contre Fulham, Kelvin et son frère Dickson se sont affrontés pour la première fois, alors que Manchester City s'inclinait 3-1. À la fin de la saison 2008-09, il a fait sept apparitions dans toutes les compétitions.
Après la fin de son prêt à Cardiff City, Etuhu n'a pas été inclus dans l'équipe de Premier League de Manchester City pour la saison 2010-11. En raison du manque d'opportunités en équipe première, il était prévu qu'il quitte le club à la fin de la saison 2010-11. Mais le 24 mars 2011, Etuhu a été libéré de son contrat plus tôt que prévu, après son emprisonnement pour agression devant un casino de Manchester.

#### Sorts de prêt de Manchester City
Le 5 janvier 2007, Etuhu a été prêté au Rochdale pour un prêt d'un mois. Il a marqué l'égalisation à ses débuts pour le club, entrant à la 56e minute contre Wycombe Wanderers et marquant à la 80e minute. Etuhu a ensuite marqué son deuxième but pour Rochdale, lors d'une victoire 5-0 contre Milton Keynes Dons le 27 janvier 2007. Son séjour à Rochdale a été écourté, en raison d'une blessure au genou qu'il a subie lors d'un match nul 1-1 contre Walsall le 3 février 2007 et a provoqué son retour à Manchester City.
Le 4 mars 2008, Etuhu a rejoint le Leicester City en prêt jusqu'à la fin de la saison 2007-08. Il a fait ses débuts quatre jours plus tard, le 8 mars 2008, et a commencé tout le match, en match nul 0-0 contre Bristol City. Etuhu a effectué deux départs consécutifs avant d'être éliminé sur le banc contre West Bromwich Albion le 15 mars, entrant à la 88e minute. En raison d'une nouvelle signature David Bell du Luton Town, Etuhu est resté les deux derniers mois de son prêt sur le banc, faisant de brèves apparitions pour les Foxes. Leicester a été relégué à la fin de la saison.
Avant la saison 2009-10, Etuhu a été informé par Manchester City qu'il était considéré comme excédentaire et qu'il s'attendait à quitter le club,. Le 22 août 2009, Etuhu a rejoint Football League Championship côté Cardiff City en prêt d'une saison. Il a fait ses débuts le lendemain en remplacement de Michael Chopra lors d'une victoire 3-0 contre Bristol City dans le derby de Severnside. Etuhu a fait son premier départ dans un autre Severnside derby (en) contre Bristol Rovers au deuxième tour de la Football League Cup, dans une victoire 3-1. Cependant, il a subi un coup de blessure lors de sa quatrième apparition avec l'équipe après avoir endommagé les ligaments de la cheville lors d'une défaite 1-0 contre Newcastle United, l'excluant jusqu'à deux mois. Peu de temps après, Etuhu est retourné à Manchester pour se faire soigner. Il a fait son retour de blessure le 29 novembre 2009 lors d'une défaite 2-1 contre Ipswich Town, en remplacement de Chris Burke. Une semaine plus tard, le 8 décembre 2009, Etuhu a fait son premier départ en championnat pour le club contre West Brom aux Hawthorns, et a joué un rôle important dans le premier but, passant à Chris Burke sur le ligne médiane, avant de lancer une course de leurre, permettant à Burke de traverser et de marquer, car Cardiff City a gagné 2-0. Il a ensuite subi deux blessures en deux matches contre West Bromwich Albion et Middlesbrough, mais s'est rétabli. Cependant, Etuhu s'est blessé à la cheville pour la deuxième fois et a été absent pendant trois mois. En conséquence, il est retourné à Manchester pour un traitement pour la deuxième fois. Etuhu est revenu de blessure contre Crystal Palace le 27 mars 2010 et a commencé un match en remplacement de Jay Bothroyd suspendu, jouant 74 minutes avant d'être remplacé, dans une victoire 2-1. Cela a été suivi par la mise en place du premier but du match pour le club, lors d'une victoire 2-1 contre Leicester City. Il a participé aux play-offs où Cardiff City a perdu 3-2 contre Blackpool en finale. À la fin de la saison 2009-10, Etuhu a fait vingt apparitions dans toutes les compétitions et est retourné dans son club parent.

### Portsmouth
Le 19 janvier 2012,, Etuhu a signé pour le Portsmouth jusqu'à la fin de la saison, avec la possibilité d'une autre année après avoir passé deux mois à s'entraîner avec le club,. Ensuite, le manager Michael Appleton (en) a soutenu Etuhu pour briller à Portsmouth et saisir une deuxième chance de faire carrière dans le football là-bas,.
Il a fait ses débuts pour le club et a commencé un match, jouant 64 minutes avant d'être remplacé, lors d'une défaite 3-2 contre Cardiff City le 21 janvier 2012. Etuhu, cependant, a subi une blessure aux ischio-jambiers qui l'a vu absent pendant des semaines. During his time at Portsmouth, the club went into administration for the second time in two years. Le 27 février 2012, il a prolongé son séjour d'un mois après avoir reçu le feu vert de la Ligue de football. Etuhu a marqué son retour de sa blessure, alors que Portsmouth a gagné 4-1 contre Birmingham City à Fratton Park le 20 mars 2012. À la suite de cela, il a reçu une poignée de football de l'équipe première vers la fin de la saison,. Cependant, le club a été relégué au League One après avoir perdu 1-2 contre le Derby County le 21 avril 2012. À la fin de la saison 2011-12, Etuhu a fait treize fois et marqué une fois dans toutes les compétitions.
Après le dernier match de la saison avec la relégation de Portsmouth, Etuhu a exprimé son désir de rester au club et a déclaré qu'il aimait la vie sur la côte sud. Mais Sky Sports a compris que Bradford City et Barnsley étaient par la suite intéressés à signer Etuhu. Le 22 mai 2012, le manager Appleton a confirmé qu'Etuhu s'était vu proposer un contrat de deux ans et était convaincu que le joueur resterait à Portsmouth.

### Barnsley
Cependant à la suite de la relégation de son club, il signe un contrat d'un an avec le Barnsley FC afin de rester en Championship. Le manager Keith Hill (en), a révélé qu'il avait essayé de signer Etuhu la saison précédente mais Portsmouth a remporté la course. En rejoignant le club, il a reçu un maillot numéro vingt-trois.
Etuhu a fait ses débuts pour Barnsley, commençant un match et a joué 70 minutes avant d'être remplaçant, dans une victoire 4-0 contre Rochdale au premier tour de la Coupe de la Ligue. Cependant, sous la direction de Hill, il a perdu sa première place en équipe et son temps de jeu en minutes a considérablement diminué, principalement en provenance du banc des remplaçants. Après le limogeage de Hill, Etuhu a reçu plus de temps de jeu, sous la direction de David Flitcroft (en) et a joué dans la position de milieu de terrain central. Dans une victoire 1-0 contre Watford le 16 mars 2013, sa performance lui a valu un homme du match. Lors du dernier match de la saison, il a aidé le club à éviter la relégation après avoir commencé tout le match, lors d'un match nul 2-2 contre Huddersfield Town. Malgré deux blessures plus tard au cours de la saison 2012-13, Etuhu a fait trente apparitions dans toutes les compétitions. À la suite de cela, il a signé un contrat de deux ans après que le club lui a offert un nouveau contrat.
Au début de la saison 2013-14, Etuhu a subi une blessure aux ischio-jambiers qui l'a vu manquer les deux premiers matches de championnat. Il a fait sa première apparition de la saison, en tant que remplaçant à la 33e minute, lors d'un match nul 2-2 contre Charlton Athletic le 17 août 2013. Dans un match de suivi contre Blackburn Rovers, Etuhu a inscrit le premier but du match de Barnsley, dans une défaite 5-2. Cependant, il a perdu sa première place dans l'équipe, en raison de compétitions, de ses propres problèmes de blessure et a été placé sur le banc des remplaçants à son retour. Mais il a regagné sa première place dans l'équipe et a joué au poste d'arrière droit pour le reste de la saison 2013-14. Cependant, Etuhu a reçu un rouge consécutif à la 76e minute, lors d'un match nul 0-0 contre Brighton & Hove Albion le 5 avril 2014. Après avoir purgé un match de suspension, il est revenu dans la formation de départ, jouant dans la position d'arrière droit, dans une défaite 1-0 contre Bolton Wanderers le 12 avril 2014. Après avoir subi une blessure à la cheville qui l'a vu manquer un match, Etuhu est revenu dans la formation de départ, jouant dans la position d'arrière droit, dans une défaite 3-1 contre Middlesbrough, entraînant la relégation du club. À la fin de la saison 2013-14, il a fait vingt et une apparitions dans toutes les compétitions. Après deux ans à Barnsley, Etuhu faisait partie des dix joueurs à rester au club.

### Bury
Le 27 juin 2014, il rejoint Bury, un contrat de deux ans après sa libération de Barnsley. En rejoignant le club, Etuhu a reçu le maillot numéro six cette saison.
Après avoir raté les deux premiers matchs de la saison en raison d'une grippe, il a fait ses débuts à Bury le 16 août 2014, entamant un match et a joué 71 minutes avant d'être remplacé, lors d'une victoire 2-0 contre Hartlepool United. Depuis qu'il a rejoint le club, Etuhu s'est imposé dans la première équipe de Bury tout au long de la saison, jouant à divers postes de milieu de terrain. Etuhu a marqué son premier but pour le club, lors d'une victoire 2-0 contre Tranmere Rovers le 4 octobre 2014. Il a ensuite marqué son deuxième but de la saison, lors d'une victoire 2-1 contre Northampton Town le 21 mars 2015. Etuhu a aidé Bury à être promu League One après que le club a gagné 1-0 contre Tranmere Rovers lors du dernier match de la saison. Malgré des blessures tout au long de la saison 2014-15, il a fait quarante-six apparitions et marqué deux fois dans toutes les compétitions. À la suite de cela, Etuhu s'est vu proposer un nouveau contrat par le club, qu'il a signé une prolongation de contrat de deux ans le 22 mai 2015.
Au début de la saison 2015-16, Etuhu a commencé dans les quatre premiers matches pour Bury avant de subir une blessure au pied qui l'a vu absent pendant des mois. Etuhu a fait son retour de blessure contre Burton Albion le 21 novembre 2015, en tant que remplaçant à la 58e minute, dans une victoire 1-0. He then made six starts in the six remaining matches of the year. Après avoir raté un match à cause d'un coup, Etuhu a fait son retour dans l'équipe première, commençant tout le match, lors d'un match nul 0-0 contre Bradford City le 9 janvier 2016. Cependant, il a subi une blessure au pied et a été remplacé à la 10e minute, lors d'une défaite 3-1 contre Hull City le 30 janvier 2016. Etuhu a fait son retour de blessure contre Coventry City le 13 février 2016, mais il a subi une blessure aux ischio-jambiers et a été remplacé dans les 22 minutes, alors que le club a perdu 6-0. Etuhu a fait son retour de blessure contre Doncaster Rovers le 9 avril 2016 et est entré en jeu en deuxième mi-temps, lors d'une victoire 1-0. Cependant, il a reçu un carton rouge pour une deuxième infraction à réserver, dans un 2-1 perdu contre Scunthorpe United le 19 avril 2016. Après avoir purgé un match de suspension, Etuhu a fait son retour dans la formation de départ, dans une défaite 3-0 contre Chesterfield le 30 avril 2016. À la fin de la saison 2015-16, il a fait vingt-trois apparitions dans toutes les compétitions.
Lors du match d'ouverture de la saison 2016-17, Etuhu a marqué son premier but de la saison, lors d'une victoire 2-0 contre Charlton Athletic. Cependant, lors d'un match contre Oldham Athletic le 20 août 2016, il s'est blessé à la 41e minute et a été remplacé, alors que Bury a perdu 1-0. Etuhu a fait son retour de blessure contre Chesterfield le 24 septembre 2016, en tant que remplaçant à la 85e minute, dans une victoire 2-1. Depuis son retour de blessure, il a regagné sa première place dans l'équipe, jouant au milieu de terrain à la fin de l'année. Etuhu a marqué son deuxième but de la saison, dans un 3-2 perdu contre Scunthorpe United le 7 janvier 2017. Depuis février, il a passé le reste de la ligne de touche pour le reste de la saison 2016-17 sous une nouvelle direction de Lee Clark, avec son temps de jeu a été réduit au début de l'année. À la fin de la saison 2016-17, Etuhu a fait vingt-deux apparitions et marqué deux fois dans toutes les compétitions. À la suite de cela, il a été libéré par Bury.

### Carlisle United
Le 29 juin 2017, il rejoint Carlisle United sur un transfert gratuit, signant un contrat de deux ans. En rejoignant le club, il a reçu un maillot numéro vingt et un.
Cependant, Etuhu a subi une blessure qui l'a vu mis à l'écart tout au long du mois d'août. Il a fait ses débuts pour Carlisle United, commençant un match et joué 77 minutes avant d'être remplacé, lors d'une défaite 2-0 contre Coventry City le 12 septembre 2017. Depuis qu'il a rejoint le club, Etuhu s'est retrouvé à alterner entre un rôle de titulaire et un rôle de remplaçant. Cependant, il a subi une blessure à la cuisse qui l'a vu absent tout au long du mois d'octobre. Le 4 novembre 2017, Etuhu a fait son retour de blessure, en tant que remplaçant à la 69e minute, lors d'une victoire 3-2 contre Oldham Athletic au premier tour de la FA Cup. Il a ensuite marqué son premier but pour Carlisle United, lors d'un match nul 1-1 contre Morecambe le 25 novembre 2017. Cela a été suivi par un score dans un match nul 3-3 contre Newport County. Cependant, Etuhu a de nouveau été mis à l'écart et a été mis à l'écart pendant trois semaines lorsqu'il a subi une blessure à la jambe. Il a fait son retour de blessure, en tant que remplaçant à la 87e minute, lors d'une victoire 1-0 contre Forest Green Rovers le 27 janvier 2018. Lors d'un match contre Chesterfield le 17 février 2018, Etuhu a marqué son troisième but de la saison, mais trois minutes plus tard, il s'est blessé et a été remplacé, car Carlisle United a gagné 2-0. Après le match, le manager Keith Curle a déclaré qu'Etuhu s'était blessé aux ischio-jambiers et avait finalement été mis à l'écart pour le reste de la saison 2017-18. À la fin de la saison 2017-18, il a fait vingt-trois apparitions et marqué trois fois dans toutes les compétitions.
Au cours de la saison 2018-19, Etuhu a continué à s'établir dans la première équipe, jouant à la fois au poste de milieu de terrain central et au poste de milieu de terrain défensif. Il a également joué au poste d'arrière droit à trois reprises. However, Etuhu suffered a hamstring injury and was sidelined for two weeks. Il a fait son retour de blessure, en tant que remplaçant à la 64e minute, lors d'une défaite 2-1 contre Forest Green Rovers le 24 novembre 2018. Following this, Etuhu regained his first team place, playing in both the centre–midfield position and defensive midfield position. Sa performance à Carlisle United a conduit le club à choisir l'option d'une prolongation de contrat qui garantirait que le joueur reste sous contrat pour une autre saison. Après avoir raté deux matches parce qu'il est devenu père pour la première fois, il est revenu dans la formation de départ, en tant que remplaçant à la 73e minute, lors d'une défaite 3-0 contre Tranmere Rovers le 30 mars 2018,. Cependant, son retour a été de courte durée lorsqu'Etuhu a subi un coup à la cheville qui l'a vu manquer un match. Il a fait son retour dans la formation de départ contre Lincoln City le 19 avril 2019 et a inscrit un but pour Mike Jones (en), lors d'une victoire 1-0. Dans le match de suivi contre Grimsby Town, cependant, Etuhu a subi une blessure aux ischio-jambiers et a été remplacé à la 28e minute, car Carlisle United a perdu 1-0. Après le match, il a été annoncé qu'il serait absent pour le reste de la saison 2018-19. À la fin de la saison 2018-19, Etuhu a fait quarante et une apparitions dans toutes les compétitions.
La saison 2019-20 a vu Etuhu continuer à se remettre d'une blessure aux ischio-jambiers. En septembre, le manager Steven Pressley a déclaré qu'il n'était pas sûr du retour d'Etuhu, déclarant : "Kelvin doit se détendre en ce moment. Il est allé voir un spécialiste et à ce stade, nous ne savons toujours pas combien de temps il va être. Le consultant va faire une série d'injections sur plusieurs semaines et j'espère que cela l'aidera à se rétablir." En février 2020, le manager Chris Beech (en) a déclaré qu'il espérait revoir Etuhu de blessure avant la saison. Cependant, ses espoirs de retour ont été interrompus par la Pandémie de COVID-19, provoquant la fin immédiate de la saison. Après n'avoir fait aucune apparition lors de la saison 2019-2020, il a été libéré par le club.
Après avoir été libéré par Carlisle United, Etuhu a annoncé sa retraite du football.

## Carrière internationale
Bien qu'il n'ait pas été sélectionné au niveau international, Etuhu était éligible pour jouer pour l'Angleterre ou le Nigeria. Il déclare que son intention était de jouer pour l'Angleterre au lieu du Nigeria. Etuhu représentait auparavant les niveaux de Angleterre à Manchester City. En mai 2009, il a déclaré son intention de poursuivre sa carrière internationale avec le Nigeria.

## Vie privée
Né à Kano, au Nigeria, Etuhu a déménagé en Angleterre très jeune et a grandi à Peckham, dans le sud de Londres et il a fréquenté l'école de garçons Saint Thomas the Apostle avant que sa famille ne déménage à Manchester,. Ayant grandi avec quatre frères, Kelvin a déclaré que lui et Dickson étaient "les athlètes de la famille" et considéraient son frère aîné comme une source d'inspiration pour le motiver à devenir footballeur,.
Le 13 juillet 2010, Etuhu a été arrêté pour agression à l'extérieur d'un casino de Manchester en février. Trois personnes ont été blessées, il a été inculpé de voies de fait et a comparu devant les magistrats le 6 août 2010. Etuhu a été condamné à huit mois de prison le 24 mars 2011, obligeant Manchester City à le libérer de son contrat. En août 2011, il est sorti de prison, après avoir purgé cinq mois de sa peine de prison. Etuhu a évoqué sa vie en prison en déclarant : « Je rejoue au football et je veux laver mon nom. Il y a beaucoup de gens qui avaient des ambitions mais qui ont été détournés et sont passés à un autre côté de la vie. J'y suis allé. J'ai eu une belle vie à jouer pour Manchester City, venant de leur académie de jeunes et jouant dans la première équipe. Cela m'a été enlevé en un instant suite à une erreur que j'ai commise. C'est ce qui peut arriver. C'est tout ce que c'était, une erreur. Un moment de folie en essayant de m'occuper de mes affaires en rentrant à la maison et je me suis retrouvé pris dans une situation. Je suis allé en prison à cause de cela et parfois dans la vie, vous ne savez pas ce que vous avez jusqu'à ce que vous le perdiez. J'ai réalisé ce que J'avais. La vie en prison m'a ouvert les yeux et m'a fait voir que le football est quelque chose pour lequel vous devriez remercier et apprécier. Je ne veux plus qu'on me l'enlève. Je ne laisserai pas cela arriver. Pour le moment, il semble que j'ai une mauvaise réputation mais je ne suis pas une mauvaise personne. Je suis juste Kelvin Etuhu et je veux jouer au football. J'ai fait une erreur, les gens font des erreurs, mais j'ai appris à la dure. Plus difficile que j'aurais peut-être dû l'apprendre, mais je suis sûr que rien de tel ne se reproduira. Aujourd'hui, je réagirais très différemment de ce que je faisais alors. J'ai appris, j'ai définitivement appris. »
En mars 2019, Etuhu est devenu père lorsque sa partenaire a donné naissance à un petit garçon, lui faisant rater deux matchs,. En octobre 2020, il a participé au développement de 250 jeunes joueurs à travers l'arrondissement à l'Académie R-Kikx.